# Nou d'areca
|  | Aquest article tracta sobre la nou. Vegeu-ne altres significats a «Palmera d'areca». |

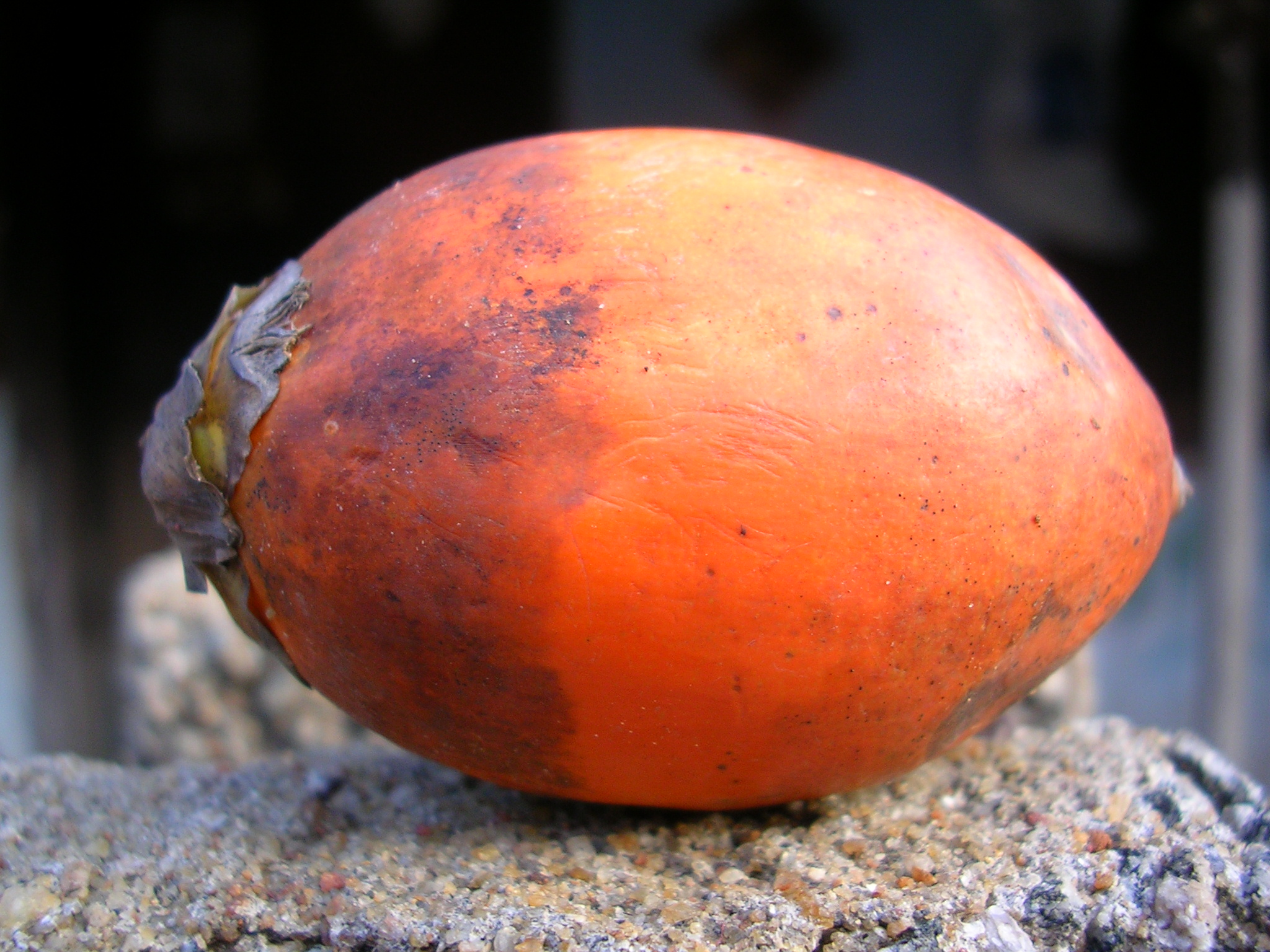
Una nou d'areca madura amb l'escorça.

La nou d'areca és la llavor de la palmera d'areca (Areca catechu).
La nou d'areca s'utilitza juntament amb la fulla de betel (Piper betle) a l'Àsia del sud i del sud-est per les seves propietats lleugerament estimulants.

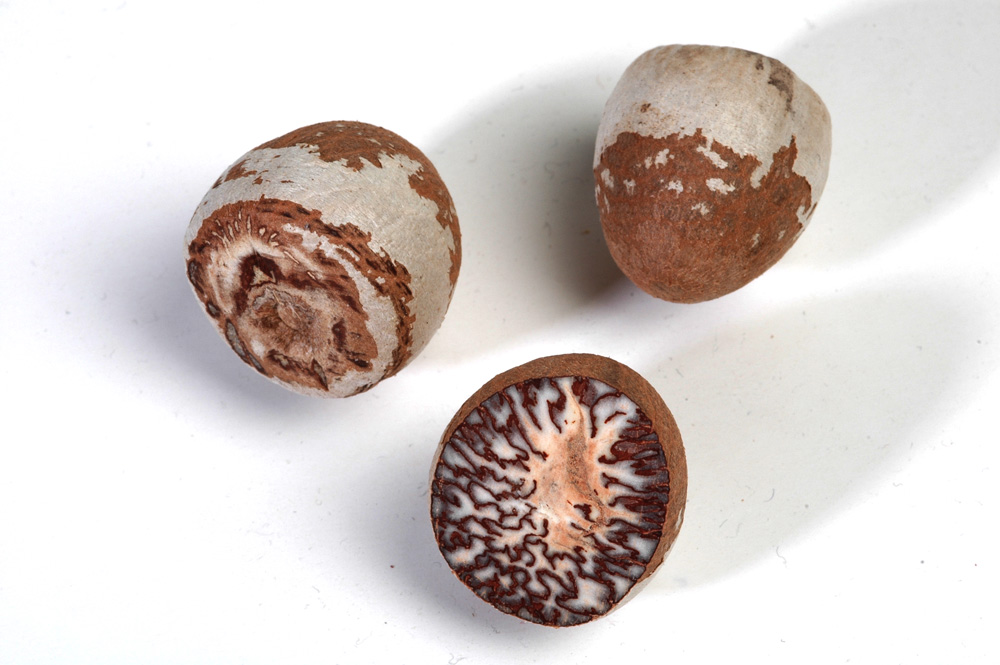
Nous d'areca pelades

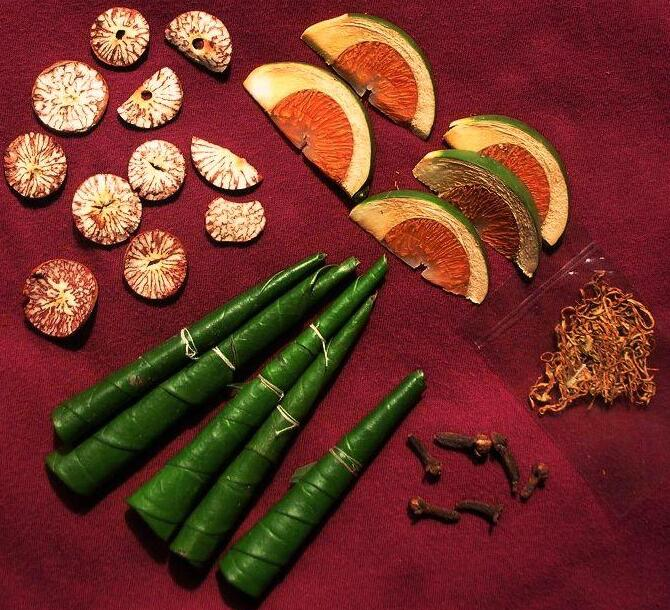
Ingredients per mastegar al sud-est d'Àsia. La nou d'areca tendra és a dalt a la dreta, a l'esquerra hom veu llesquetes de nou seca i a baix les fulles de betel arrollades en forma de cucurullet.

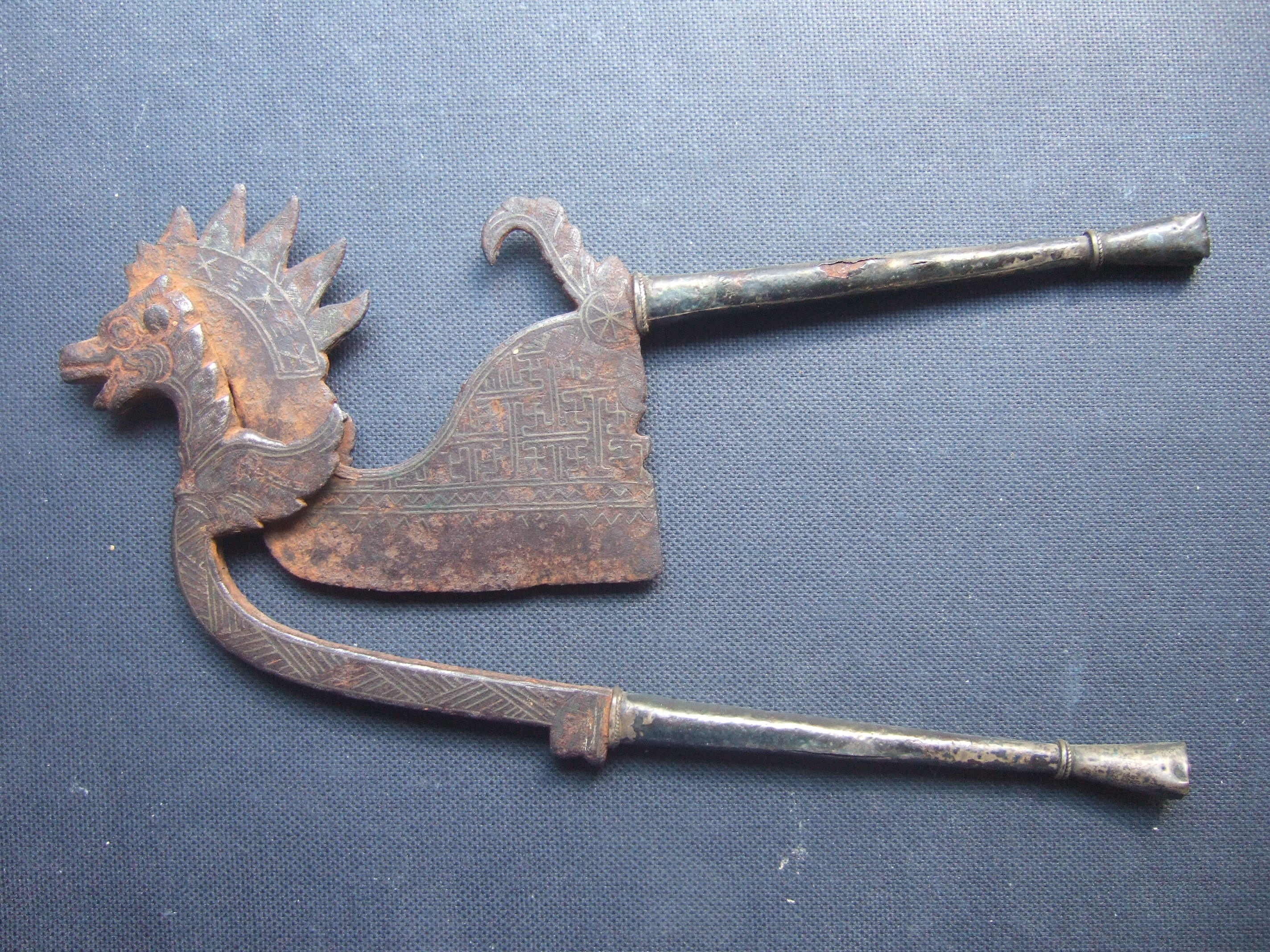
Instrument per tallar les nous d'areca fet a Bali, Indonèsia.

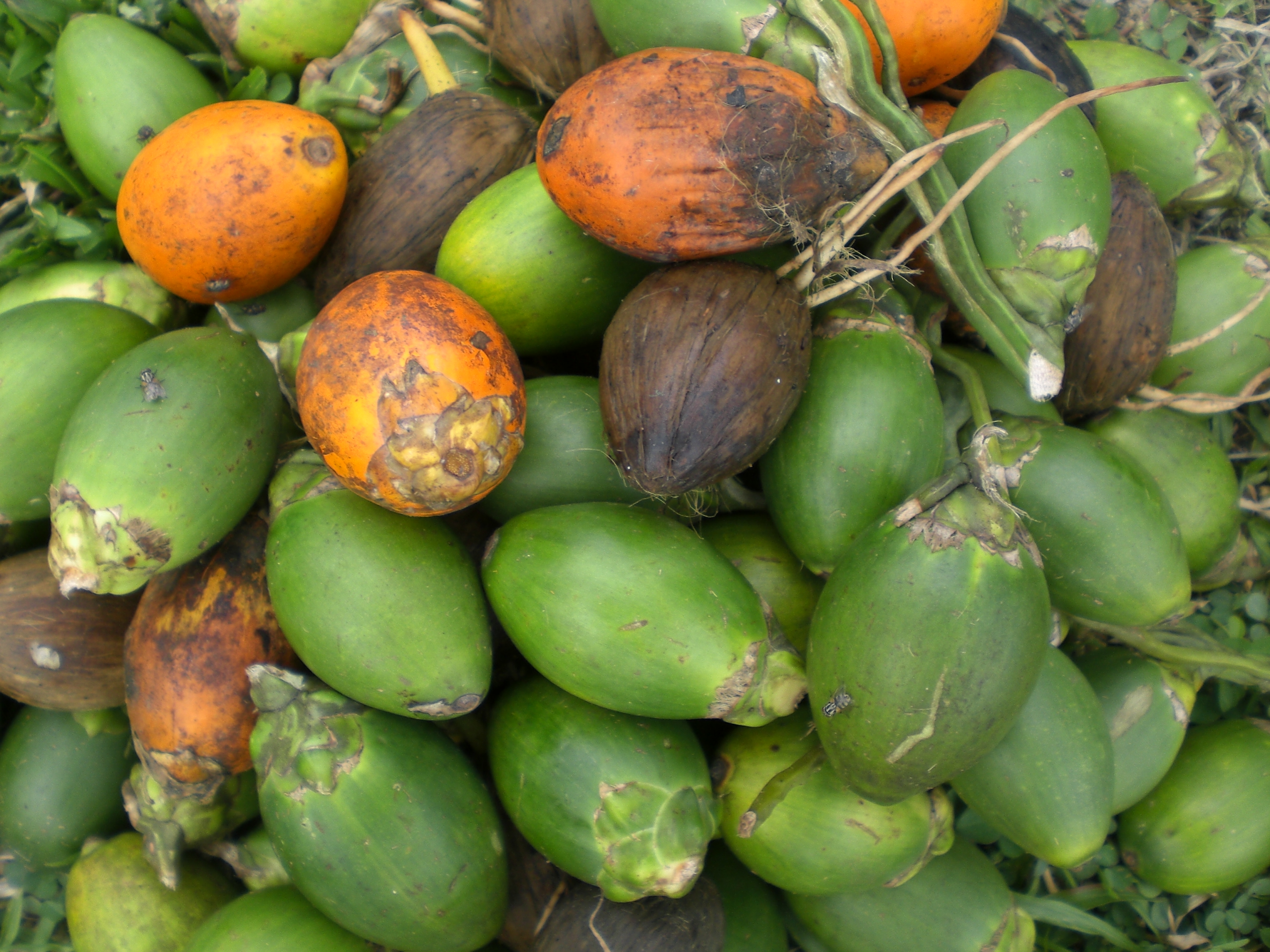
Nous d'areca en diferents estats de maduresa

La nou és una drupa amb el mesocarpi fibrós, bastant més petita que un ou de gallina i un xic més gran que una oliva. Recorda a la nou moscada per la forma i el color, però té un gust molt diferent, lleugerament amarg i intens. Les llavors es tornen dures a mesura que perden aigua i s'assequen. Per mastegar les nous es tallen generalment en dos amb un instrument especial en forma de tisora.
La palmera que produeix la nou d'areca és originària del sud-est asiàtic, on és molt valorada comercialment, tot i que en alguns llocs el costum tradicional de mastegar la nou d'areca i la fulla de betel hagi desaparegut. A més de la nou i la fulla, el costum de mastegar inclou altres ingredients, com hidròxid de calci, clavell d'espècia i, a partir del segle xvii, tabac, entre d'altres. Aquesta costum colora l'interior de la boca d'un roig intens, així com la saliva, que ha d'escopir-se regularment.
El nom de llocs com Guwahati a l'Índia, Penang a Malàisia, Ko Mak a Tailàndia i Fua Mulaku a les Maldives deriva del nom local de l'areca.

## Tradicions

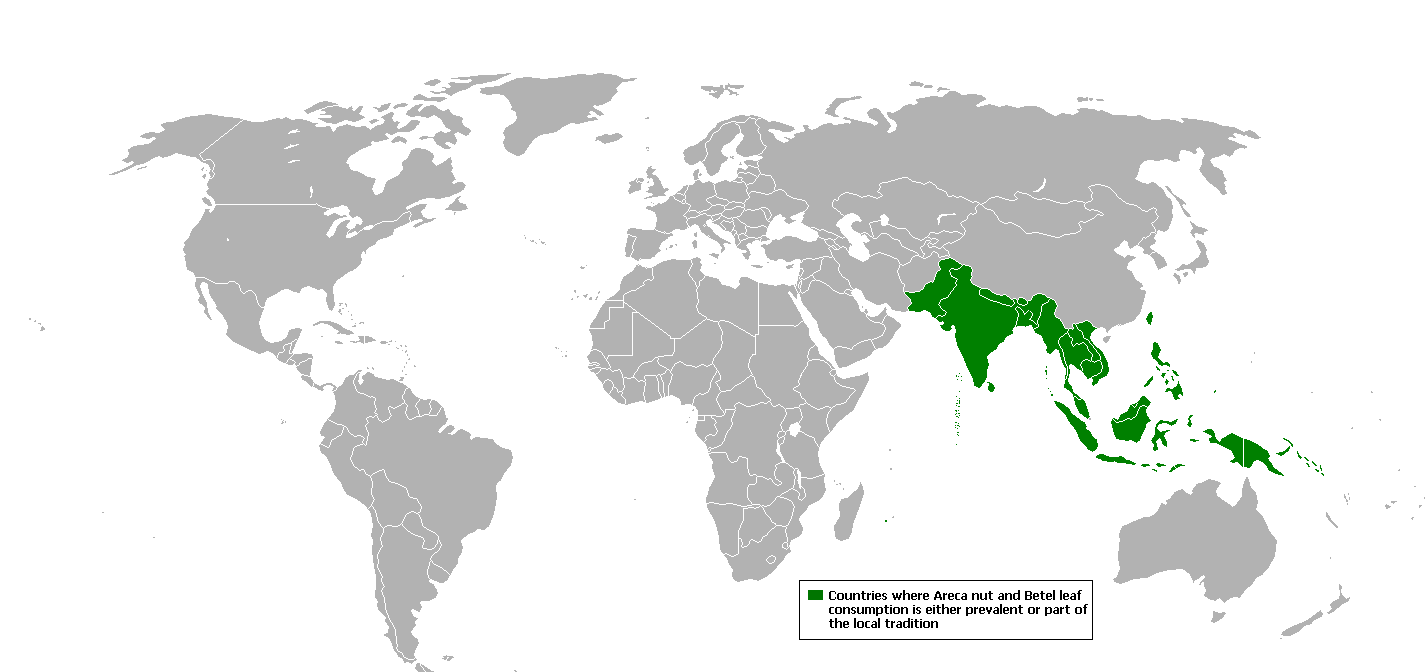
Distribució del costum de mastegar la nou d'areca i la fulla de betel al món.

La nou d'areca s'esmenta als documents de l'època colonial com a nou de betel, car es mastega juntament amb la fulla de betel (Piper betle). Aquest nom és erroni, car la liana de betel no dona les nous. L'origen de la confusió entre la nou i la fulla prové del menyspreu dels colonitzadors envers el costum de mastegar nou d'areca i fulla de betel a certes parts d'Àsia, car, a diferència del tabac, aquesta costum no fou adoptada per part dels funcionaris colonials.
A les cultures on mastegar la nou d'areca i la fulla de betel té un gran significat ceremonial, ritual i social, sempre existeixen dos termes molt diferents: un per designar la nou i un altre per a la fulla.
No és clar quan es varen començar a mastegar per primera vegada juntes la nou d'areca i la fulla de betel, productes estimulants totalmente diferents. A les Filipines, Tailàndia i Indonèsia s'han trobat indicis arqueològics que demostren que les dues substàncies es masteguen barrejades des de fa com a mínim 4,000 anys.
Al Vietnam i a l'Índia, a causa del simbolisme de la unió afortunada de nou i fulla, s'utilitza en rituals matrimonials.

## Ús medicinal
La nou, juntament amb la fulla de betel, s'utilitzava ja a la medicina aiurvèdica com a remei molt efectiu contra l'halitosi o alè pudent. També és un dels ingredients de la medicina tradicional xinesa.

### Principis actius
Les nous contenen glúcids (50-60%), lípids (15%), flavan-3-ols i tanins condensats, 0,2-0,5% dels alcaloides arecolina, arecaïdina, guvacina (= àcid tetrahidronicotínic), guvacolina. El fruit verd conté substàncies fenòliques: tanins condensats (9%), tanins hidrolitzables (7%), flavans (8,4%) i fenols simples (5,6%).

### Indicacions
La nou és un potent vasoconstrictor i parasimpaticomimètic; té també propietats antihelmíntiques o vermífuges, astringents i estomacals. Contrau la pupil·la (miosi) i augmenta les secrecions i el peristaltisme intestinal. Com a efectes secundaris pot causar dolors abdominals, diarrea i alteracions digestives, car estimula les secrecions de la mucosa digestiva i, sobretot, les secrecions salivars.
És recomanada per als vòmits de l'embaràs. Té efectes terapèutics en la malaltia d'Alzheimer.
A l'Índia el seu ús és molt popular com a part de les preparacions anomenades paan masala, gutka o supari. S'ha comprovat una relació directa entre el seu consum excessiu -que habitualment inclou tabac de mastegar- i el càncer bucal.